# Visočica (pohoří)
Visočica (v srbské cyrilici Височица) je pohoří v centrální Bosně a Hercegovině. Představuje hranici mezi Bosnou a Hercegovinou, obklopují jej pohoří Treskavica, Prenj a Bjelašnica. Svůj název má Visočica dle vysokých vrcholů.
Je součástí Dinárských hor, tvoří jej především vápenec a dolomit. Na rozdíl od řady pohoří v regionu není až na výjimky krasové. Nejvyšším vrcholem pohoří je kopec Džamija s nadmořskou výškou 1974 m, dalšími vrcholy v pohoří Visočica jsou Vito (1960 m n. m.), Veliki Ljeljen (1963 m n. m.), Crveni Kuk (1733 m n. m.) a další. Nachází se zde náhorní plošina s nadmořskou výškou okolo 1400 m n. m.
Na některých místech se v horách nacházejí nekropole stećků. Některé vrcholy vzhledem k průběhu frontové linie z války v Bosně a Hercegovině v 90. letech 20. století nejsou bezpečně přístupné, např. Puzin. Okolní vesnice byly během války rovněž zpustošeny.